# ذاكرة معتمدة على السياق
في علم النفس، تمثل الذاكرة المعتمدة على السياق القدرة المحسنة على تذكر معلومات أو مقاطع محددة عند وجود السياق نفسه في كل من مرحلتي التشفير والاسترجاع. بعبارة أخرى، «عند إعادة عرض الأحداث في الذاكرة، تخضع المعلومات السياقية للتخزين جنبًا إلى جنب مع أهداف الذاكرة؛ يستطيع السياق بالتالي تحريض إشارات الذكريات التي تحتوي على تلك المعلومات السياقية». تشمل إحدى الأمثلة الشائعة على الذاكرة المعتمدة على السياق عند فقدان الفرد لعنصر ما في العمل (على سبيل المثال، فقدان مفاتيح السيارة) في موقع غير معروف. بشكل نموذجي، يحاول الفرد «إعادة تتبع خطاه» بشكل منهجي لتحديد جميع الأماكن التي من المحتمل وجود العنصر الضائع فيها. بالاستناد إلى دور السياق في تحديد عملية التذكر، من غير المفاجئ قدرة الفرد غالبًا على إيجاد العنصر الضائع بسهولة بعد العودة إلى السياق الصحيح. يرتبط هذا المفهوم بشكل وثيق مع مبدأ خصوصية التشفير.
يصف المثال السابق مفهوم النسيان المعتمد على السياق بشكل مثالي. مع ذلك، تشير الأبحاث العلمية المتعلقة بالذاكرة المعتمدة على السياق إلى وجود عدد من أنواع المعلومات السياقية المختلفة القادرة على التأثير في عملية التذكر مثل الذاكرة البيئية المعتمدة على السياق، والتعلم المعتمد على الحالة، والذاكرة المعرفية المعتمدة على السياق والذاكرة المتوافقة مع المزاج. أظهرت الأبحاث الدور الهام للاعتماد على السياق في العديد من الحالات المختلفة، مثل الذاكرة المستخدمة مع المواد الدراسية، أو الأحداث الواقعة بعد استهلاك الكحول وغيره من المواد المخدرة.

## الذاكرة المتوافقة مع المزاج والمعتمدة على المزاج
تشمل إحدى الظواهر الشائعة المبلغ عنها تلك الملحوظة عندما يكون الفرد في «مزاج سيء»، إذ يتذكر الفرد عندئذ عددًا أكبر من الأشياء السيئة التي اختبرها في الماضي ويميل إلى تقييم أحداث حياته بشكل أكثر سلبية من المعتاد. من المقترح أن هذا التأثير ناجم عن الدور الهام للمزاج في نقطة زمنية معينة في تحديد أهم الجوانب في بيئة الفرد وأبرزها. يشمل هذا ما يتذكره الفرد عن الماضي، بالإضافة إلى الذكريات الجديدة المشفرة عن الحاضر. يُطلق على هذا التأثير اسم الذاكرة المتوافقة مع المزاج والمعتمدة على المزاج.

### الذاكرة المتوافقة مع المزاج
أمكن تحديد الذاكرة المتوافقة مع المزاج من خلال خلاصة الأبحاث المتمثلة في القدرة على تذكر المواد الشعورية بموثوقية أكبر في الحالات المزاجية التي تتطابق مع المحتوى الشعوري لتلك الذكريات. على سبيل المثال، يميل الفرد نموذجيًا عند شعوره بالكآبة إلى تذكر الأحداث السلبية في ماضيه عوضًا عن الإيجابية. نتيجة لذلك، يشير تأثير الذاكرة المتوافقة مع المزاج بالتالي إلى قدرة أفضل على تذكر المعلومات التي تضم التجارب المتوافقة مع الحالة الشعورية الحالية لدى الفرد. أمكنت ملاحظة هذا التأثير في كل من حالتي الذكريات السعيدة والحزينة. على وجه التحديد، يتذكر الأشخاص السعداء عددًا أكبر من الذكريات السعيدة مقارنة بالذكريات الحزينة، بينما يتذكر الأشخاص الحزينون المعلومات الحزينة بشكل أفضل. أمكن أيضًا رصد انحياز الذاكرة المتوافقة مع المزاج في كل من مهام الذاكرة الصريحة والضمنية على حد سواء، ما يشير إلى استلزام وعي الفرد بحالته المزاجية الحالية في الذاكرة المتوافقة مع المزاج. من الواضح أيضًا حدوث الذاكرة المتوافقة مع المزاج بشكل أكبر لدى الإناث، إذ يرجع ذلك على الأرجح إلى امتلاكهن درجة أكبر من الوعي بالمزاج. تأتي الأدلة الإضافية على الذاكرة المتوافقة مع المزاج من الدراسات التي خلصت إلى حدوث تغير في استرجاع الذاكرة بعد إحداث التغيرات المحرضة تجريبيًا في المزاج باستخدام الأدوية. بالإضافة إلى ذلك، ثبت أن انحياز الذاكرة المتوافقة مع المزاج مخصص للمعلومات المتوافقة مع الحالات المزاجية السلبية عوضًا عن جميع المعلومات السلبية. أظهرت الدراسات حول الاكتئاب السريري وجود أدلة على هذا التوافق.

### الذاكرة المعتمدة على المزاج
يمثل الاعتماد على المزاج حالة تيسير الذاكرة عند تطابق المزاج في لحظة الاسترجاع مع المزاج في وقت التشفير. يرتفع احتمال تذكر حدث ما بالتالي عند تطابق المزاج في حالتي التشفير والاسترجاع مقارنة باختلافهما. مع ذلك، يبدو أن هذه القدرة على إنتاج التأثيرات المعتمدة على المزاج مقتصرة على الحالات المزاجية الأصلية بشكل حصري. وُجد أيضًا أن الأحداث الناشئة بواسطة العمليات العقلية الداخلية – مثل التحليل المنطقي، والتخيل والتفكير – مرتبطة بشكل وثيق مع المزاج الحالي للفرد بشكل أكبر من الأحداث المستمدة من المصادر الخارجية. يؤدي هذا إلى انخفاض احتمال تذكر الأحداث الداخلية مقارنة بنظيرتها الخارجية بعد تغير في الحالة المزاجية. الأهم من ذلك، يشير دور الحالة الشعورية هذا في استرجاع الذاكرة إلى احتمال التوصل إلى آلية ممكنة لتحسين القدرة على استرجاع ذكريات الماضي.

## الانطفاء المعتمد على السياق
يشير الانطفاء إلى خسارة الأداء بعد فقدان اقتران المنبه الشرطي مع المنبه غير الشرطي. قد يشير المصطلح أيضًا إلى خسارة الاستجابة الاستثابية عند توقف تقويتها وتعزيزها. لا يُعتبر الانطفاء شكلًا من أشكال عدم التعلم أو النسيان وفقًا لأبحاث بوتون (2002)، بل نوعًا جديدًا للتعلم المنطوي على استناد أداء الفرد إلى السياق. يظهر هذا التأثير التجديدي عند تعرض الفرد للإشراط الأول في سياق ما (السياق إيه) ثم يظهر حالة الانطفاء في سياق آخر (السياق بي). قد تساهم العودة إلى السياق «إيه» في تجديد الاستجابة الشرطية. تظهر الأدلة وجود احتمال على ارتباط الاستجابات الملائمة الكامنة خلف الانطفاء مع المعلومات السياقية. من المرجح بالتالي أن الفرد، عند وجوده في نفس السياق الذي تعلم فيه المادة للمرة الأولى، قادر على اختبار الإشارات المسؤولة عن توليد سلوك الإشراط الأولي نفسه. عند وجود الفرد في سياق الانطفاء، سيثنيه هذا السياق على الأرجح عن الاستجابة. بعد الانطفاء التالي للخوف المتعلم، أظهر مارين وزملاؤه توسط الانطفاء المعتمد على السياق بواسطة الحصين وعصبونات قشرة فص الجبهة التي ترسل إسقاطاتها إلى اللوزة الدماغية.

### التطبيقات السريرية
غالبًا ما يُستخدم الانطفاء في أحد أنواع العلاج السريري الذي يُعرف باسم العلاج بالتعرض من أجل علاج عدد من الاضطرابات مثل الرهاب والقلق، بالإضافة إلى استخدامه في علاج إدمان المخدرات. على سبيل المثال، قد يؤدي تعلم الفرد ربط الأفاعي بحدث صادم مثل تعرضه للعض إلى تطويره حالة من الرهاب. كعلاج لهذه الحالة، قد يختار المعالج النفسي تعريض هذا الفرد للأفاعي في غياب الحدث الصادم، ما يسمح بانطفاء السلوكيات سيئة التكيف المرتبطة بالخوف. مع ذلك، نظرًا إلى اعتبار الانطفاء عملية معتمدة على السياق، قد ينتهي بالانتكاس عند خروج الفرد من سياق الانطفاء. شملت دراسة بواسطة كرومباغ وشاهام تعليم الجرذان تعاطي خليط من الكوكايين والهيروين بشكل ذاتي وتبع ذلك عشرون يوم من الانطفاء. استطاع نصف الجرذان اختبار الانطفاء في نفس سياق التعاطي الذاتي الأصلي بينما اختبر النصف الآخر سياقًا جديدًا. تمكنت الجرذات التي اختبرت الانطفاء في السياق الجديد من تجديد التعاطي الذاتي للمخدر بشكل أكبر بكثير من الجرذان الأخرى عند إعادتها إلى السياق الأصلي. ظهرت تأثيرات مماثلة لدى البشر في العلاج بالتعرض لحالات الخوف الشديد من العناكب. أظهر المشاركون في الدراسة، ممن خضعوا للعلاج بواسطة الانطفاء ثم خضعوا لاختبارات لاحقة في السياق نفسه، درجة أقل بكثير من الخوف مقارنة بأولئك الخاضعين للعلاج مع اختبارهم في سياقات مختلفة. نتيجة لذلك، يجب الأخذ في الحسبان أن الانطفاء المعتمد على السياق ضروري في العلاجات الناجحة. من أجل الوصول إلى انطفاء فعال ومستقر لحالة الرهاب، أو القلق أو الإدمان على المخدرات، يجب تشابه سياق الانطفاء قدر الإمكان مع مواجهات الحياة اليومية مع الإشارات المثيرة للمشاعر التي قد يختبرها المرضى.